# 豊川市立豊小学校
豊川市立豊小学校（とよかわしりつ ゆたかしょうがっこう）は、愛知県豊川市東豊町にある公立小学校。

## 校区
- 校区は豊川町（留通・遠通・止通（一部）・利通（一部）・奴通（一部））西豊町1-3丁目 東豊町1-4丁目、東豊町5丁目（一部）、豊栄町（一部）、稲荷通2丁目（一部）、新豊町1・2丁目、本野ケ原1-3丁目、本野ケ原4丁目（一部）、本野ケ原5丁目、大堀町、豊が丘町、谷川町（天王の一部）、東名町1丁目（一部）、東名町2丁目、光陽町（一部）、天神町（一部）であり、公立中学校に進む場合は豊川市立東部中学校に進学する[2]。

## 沿革
- 1982年（昭和57年）4月1日 - 豊川市立豊川小学校から分離し、開校。
- 1998年（平成10年） - 校舎を増築する。

## 交通アクセス
- 名鉄豊川線豊川稲荷駅下車、徒歩約10分。
- JR東海飯田線豊川駅下車、徒歩約10分。

## 周辺施設
- 豊川高等学校
- 豊川市立東部中学校
- 豊川市立桜木小学校
- 豊川市立豊川小学校
- 豊川稲荷
- 東名高速道路豊川IC